# Bahna

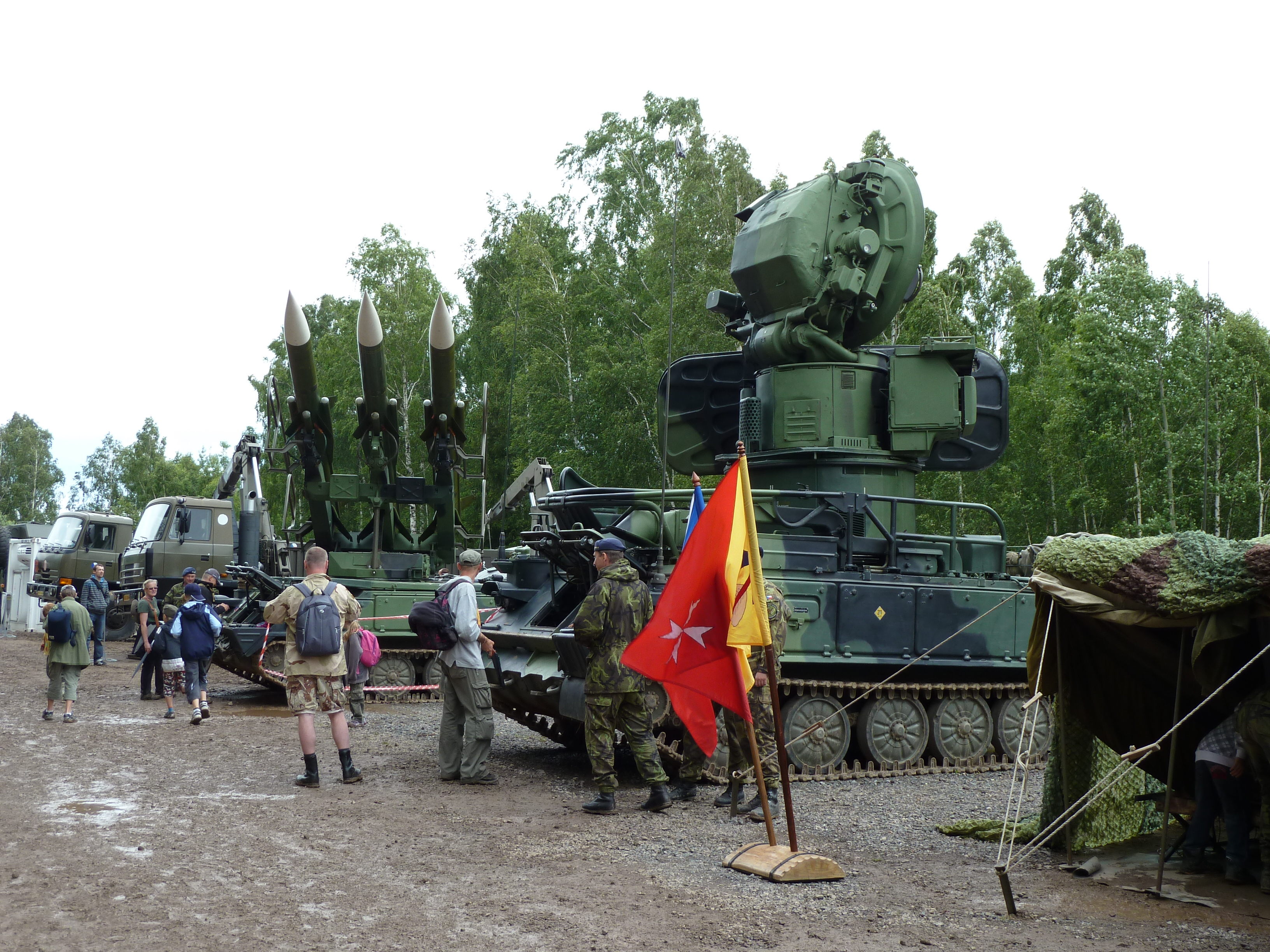
Bahna 2011

Bahna je každoroční prezentace Armády České republiky a klubů vojenské historie na veřejnosti. Probíhá v prostoru bývalého vojenského cvičiště Bahna u Strašic (dnes CHKO Brdy). Hlavním cílem je ukázat veřejnosti současnou vojenskou techniku při praktických ukázkách v terénu a připomenout tradice a bojové operace minulosti.
BAHNA byla původně organizována STSČ Volduchy jako bodovací terénní závod, známý především svými extrémními terénními překážkami, hlubokými brody a všudypřítomným „bahnem“. V průběhu let přibývalo účastníků a návštěvníků včetně odborné vojenské veřejnosti, od roku 1994 jsou BAHNA současně i Dnem pozemního vojska a celý název akce je "Den pozemního vojska – BAHNA".
V současné době pořádá Bahna Velitel pozemních sil a Nadace pozemního vojska AČR jako jednodenní ukázku výzbroje současné i historické armády, kdy v režírovaných scénách předvádí účastníci použití techniky v simulovaných operacích současných či minulých. Armáda České republiky včetně jednotek aktivních záloh předvádí jak ukázky své činnosti v misích tak možnosti rozsáhlejších operací, ke kterým jsou jednotky cvičeny. Kluby vojenské historie inscenují ukázky z dramatických a vojensky zajímavých okamžiků české historie, ať se jedná o operace první světové války, roku 1938, válečné operace na východní či západní frontě nebo na území protektorátu a při osvobozování Československa.
V ukázkách účinkuje několik stovek vojáků a členů klubů vojenské historie z tuzemska i zahraničí, množství nejrůznější techniky. Účastní se jich též spojenci z členských států NATO se svou současnou bojovou technikou.
Každoroční návštěva se odhaduje okolo 50 tisíc návštěvníků, vstup je zdarma.

## Data jednotlivých ročníků
1. BAHNA 1990 – 2. červen 1990
2. BAHNA 1991 – 8. červen 1991
3. BAHNA 1992 – 20. červen 1992
4. BAHNA 1993 – 19. červen 1993
5. BAHNA 1994 – 25. a 26. červen 1994
6. BAHNA 1995 – 17. a 18. červen 1995
7. BAHNA 1996 – 4. a 11. květen 1996
8. BAHNA 1997 – 3. a 10. květen 1997
9. BAHNA 1998 – 30. květen a 6. červen 1998
10. BAHNA 1999 – 15. a 16. květen 1999
11. BAHNA 2000 – 17. červen 2000
12. BAHNA 2001 – 2. červen 2001
13. BAHNA 2002 – 8. červen 2002
14. BAHNA 2003 – 31. květen 2003
15. BAHNA 2004 – 22. květen 2004
16. BAHNA 2005 – 18. červen 2005
17. BAHNA 2006 – 24. červen 2006
18. BAHNA 2007 – 23. červen 2007
19. BAHNA 2008 – 14. červen 2008
20. BAHNA 2009 – 20. červen 2009
21. BAHNA 2010 – 19. červen 2010
22. BAHNA 2011 – 18. červen 2011
23. BAHNA 2012 – 23. červen 2012
24. BAHNA 2013 – 31. srpen 2013 (původní termín byl 22. červen 2013, z důvodů odstraňování následků povodní byl termín změněn)
25. BAHNA 2014 – 7. červen 2014
26. BAHNA 2015 – 20. červen 2015
27. BAHNA 2016 – 25. červen 2016
28. BAHNA 2017 – 10. červen 2017
29. BAHNA 2018 – 23. červen 2018
30. BAHNA 2019 – 22. červen 2019
31. BAHNA 2020 – 20. červen 2020 (zrušeno z důvodů šíření covid-19)
32. BAHNA 2021 – 26. červen 2021 (pouze online přenos bez veřejnosti, z důvodu omezení počtu osob na akci v souvislosti s opatřeními proti covid-19)
33. BAHNA 2022 – 25. červen 2022
34. BAHNA 2023 – 24. červen 2023
35. BAHNA 2024 – 29. červen 2024
36. BAHNA 2025 – 21. červen 2025

## Galerie

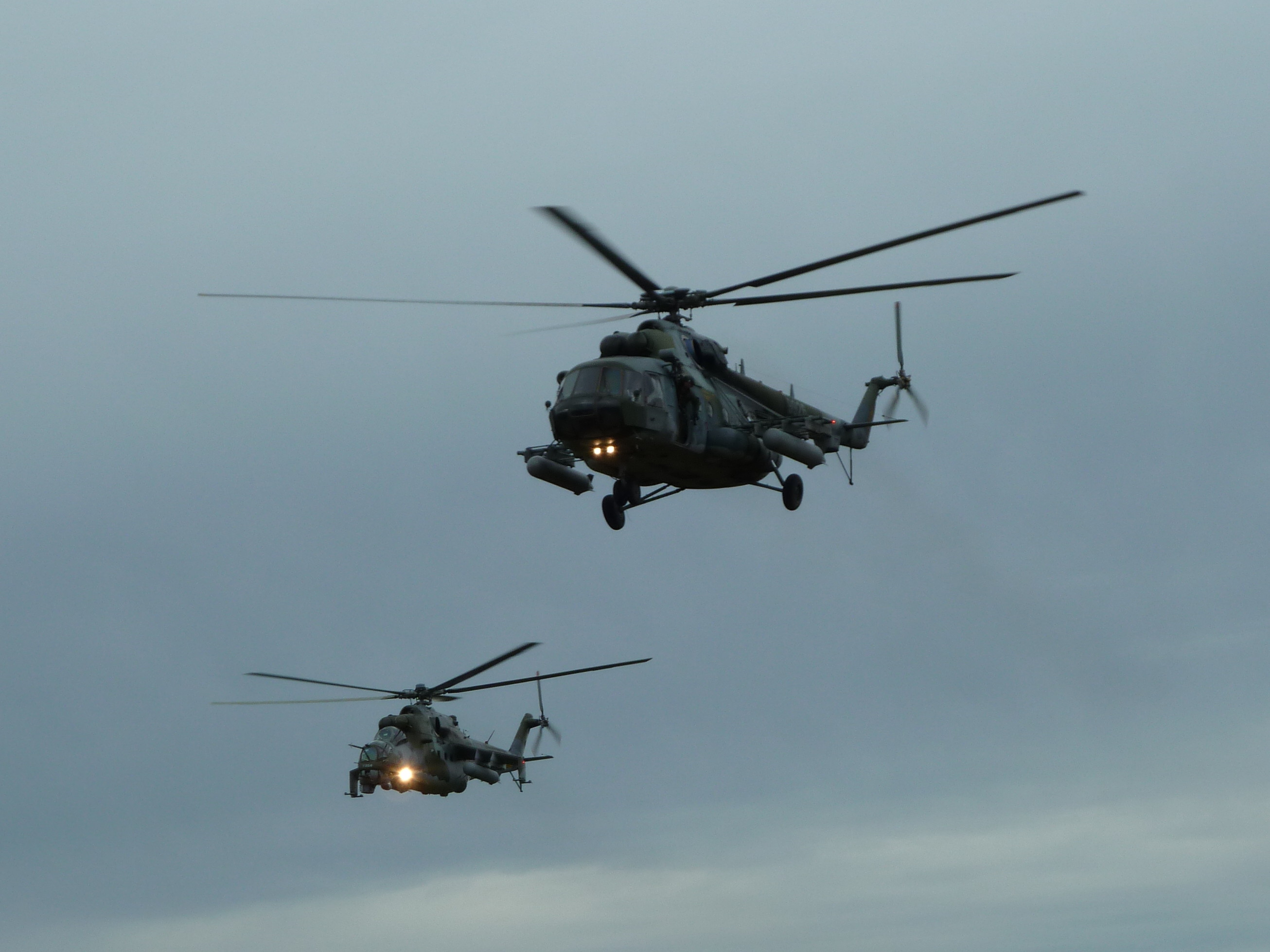
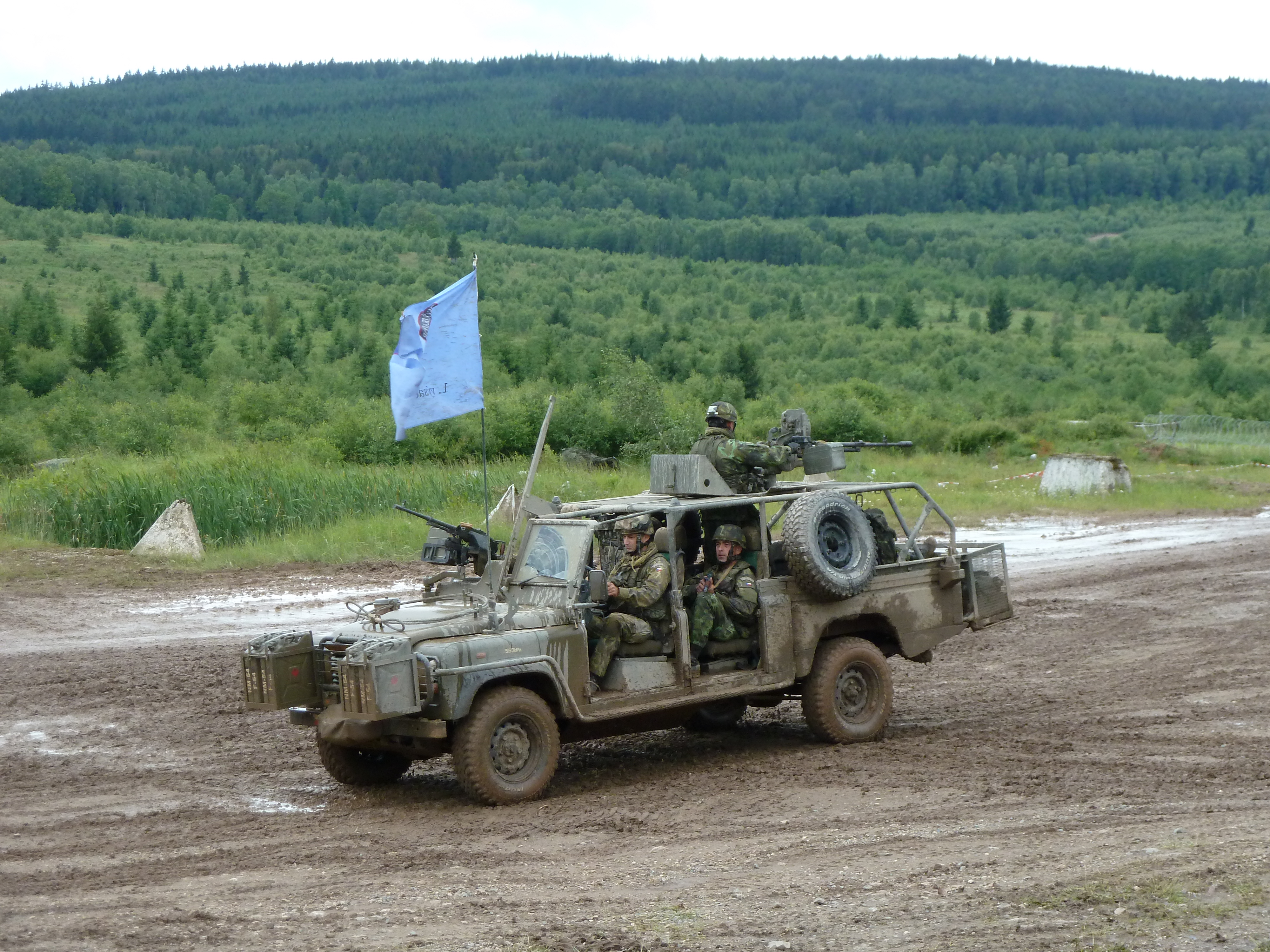
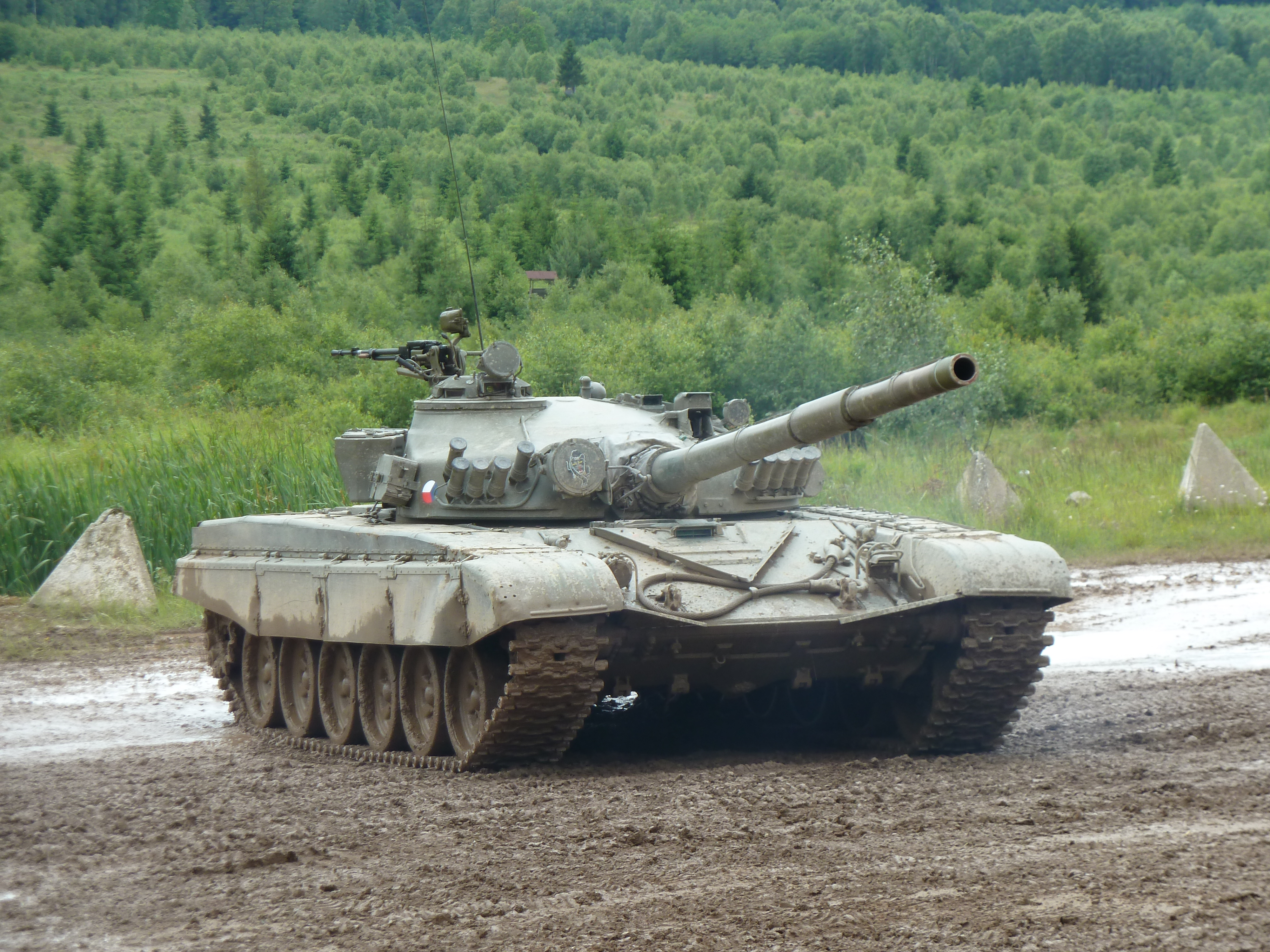
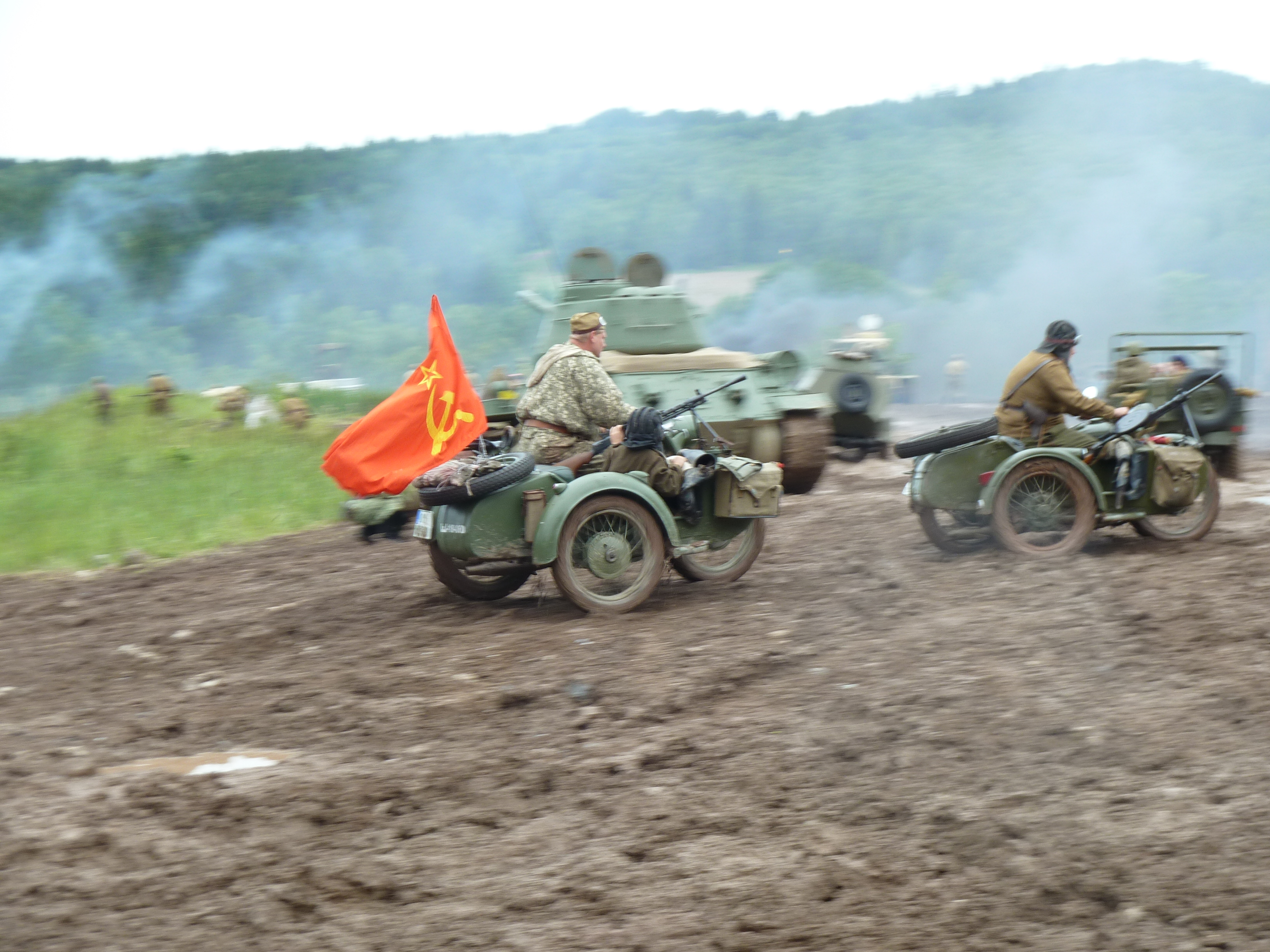
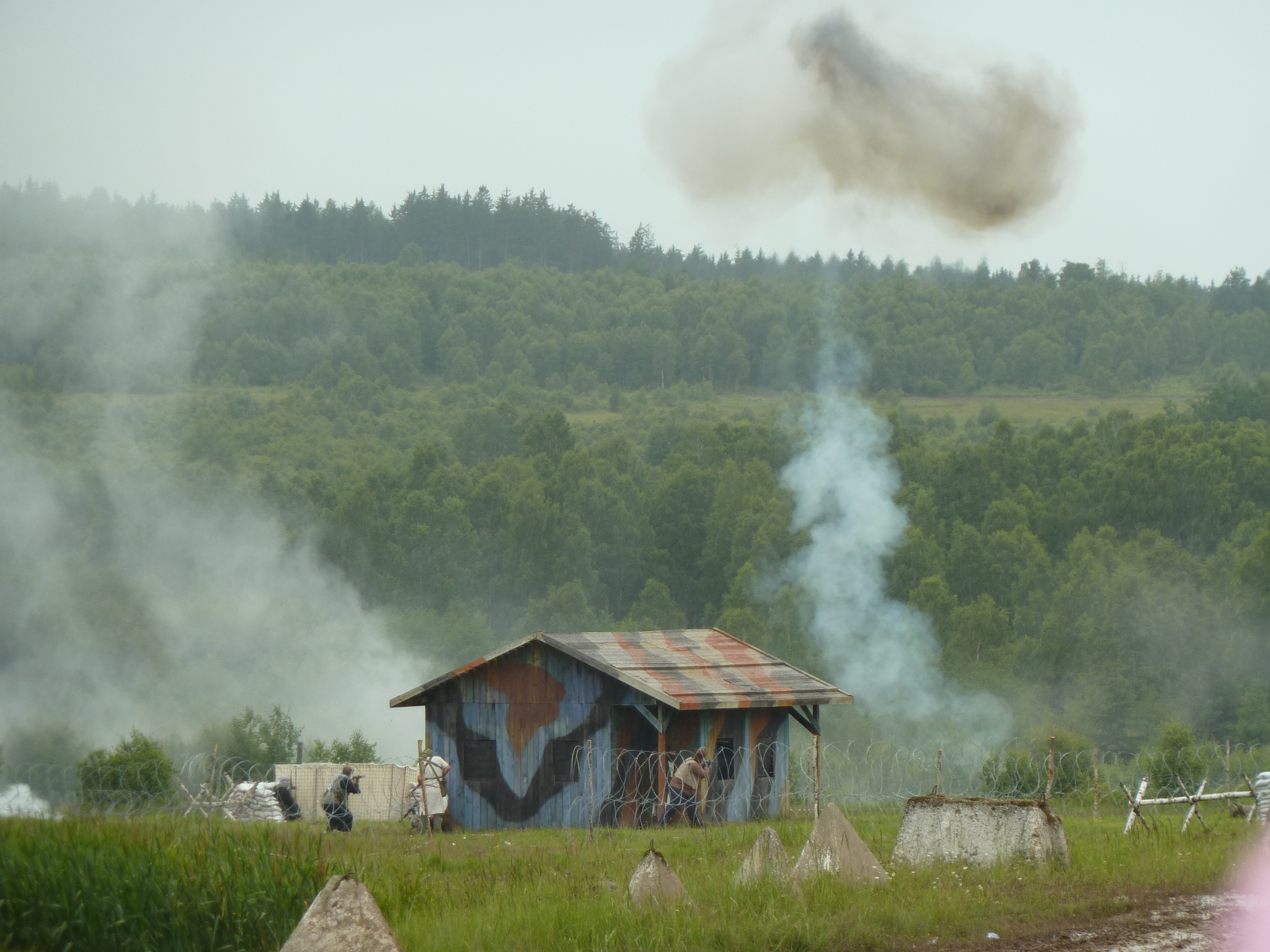
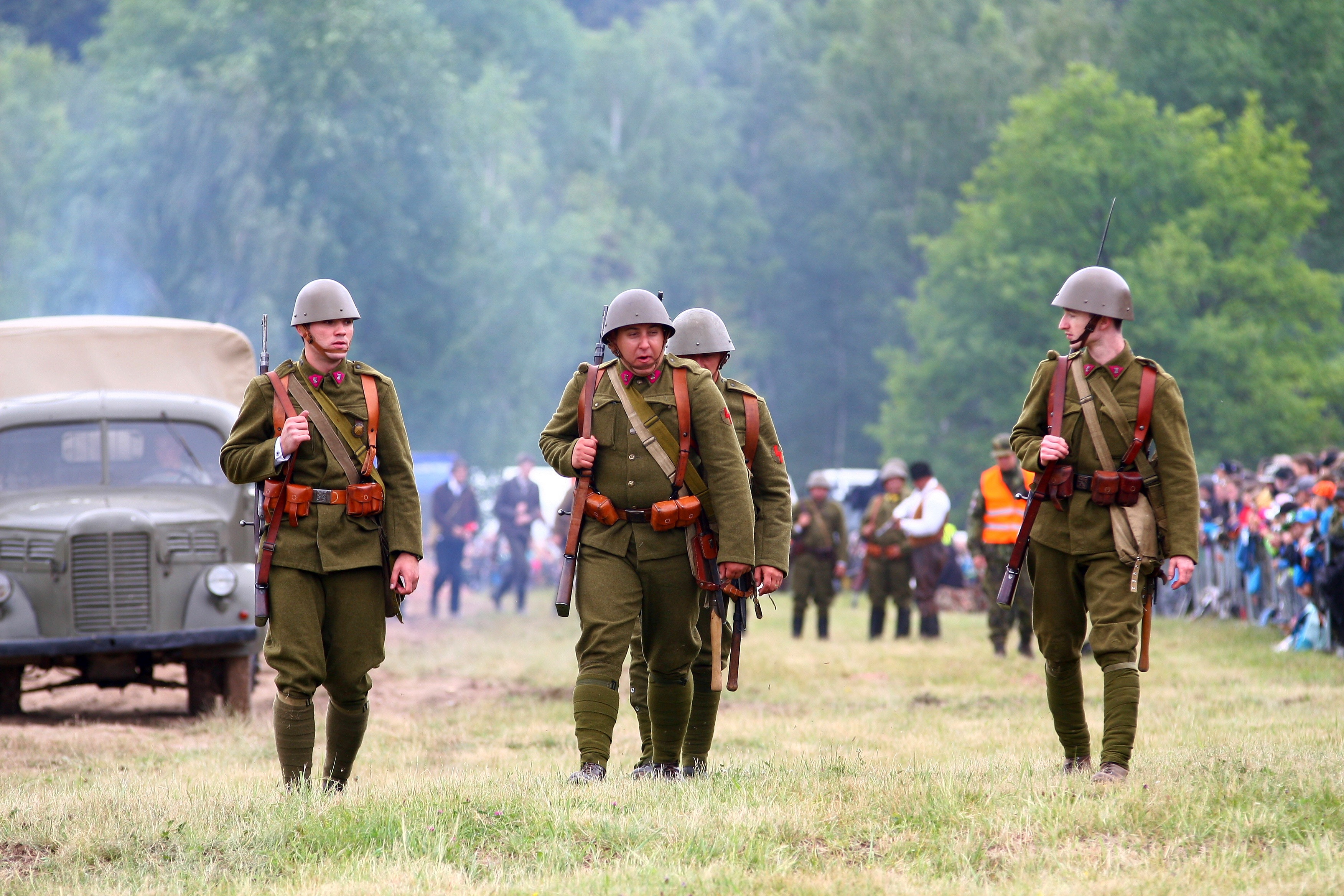
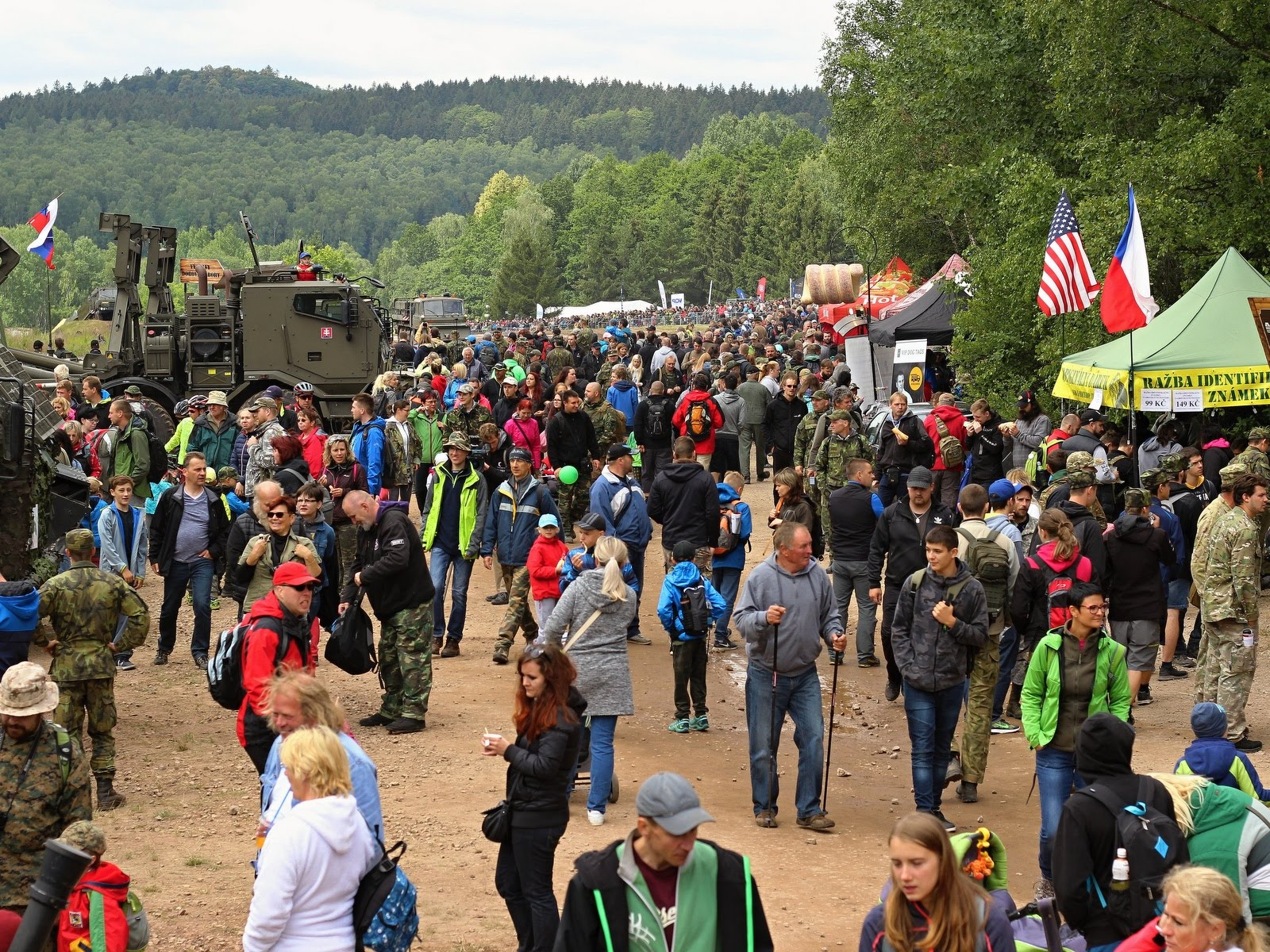